# Vinderhoutse Bossen
De Vinderhoutse bossen zijn een bos- en natuurgebied tussen de Lievegemse deelgemeente Vinderhoute en de Gentse deelgemeenten Mariakerke en Drongen in Oost-Vlaanderen. Het volledige gebied is ongeveer 640 hectare groot. Sinds 2017 bezit Natuurpunt 35 hectare. Het gebied bestaat uit een oude boskern van 70 hectare (met onder andere het Rijkegasthuisbos) en nat moerasbos; het bos is Europees beschermd als onderdeel van Natura 2000-habitatrichtlijngebied 'Bossen en heiden van Zandig Vlaanderen: oostelijk deel'. Het gebied zal in samenwerking met de Vlaamse Landmaatschappij en het Agentschap voor Natuur en Bos op termijn omgevormd worden tot een van de vier Gentse groenpolen van 155 hectare met drie toegangspoorten: landgoed Leeuwenhof, het domein Claeys-Bouüaert en het landgoed De Campagne. Met een bosuitbreidingsprogramma wordt nog 200 hectare extra herbebost .

## Groene Velden Noord
Groene Velden Noord is het deelgebied in de noordoostelijke hoek van het gebied, in Vinderhoute.
In april 2025 startten hier inrichtingswerken voor een bos van 12 hectare in de bocht van de R4, tussen het al bestaande Landschapspark Groene Velden en de bestaande Langedambossen, open zones met natuurlijke graslanden en een vijver.